# Egeria
Pour les articles homonymes, voir Égérie (homonymie).
Egeria
Genre
Classification phylogénétique
Egeria est un genre de plantes aquatiques, de la famille des Hydrocharitaceae, créé et décrit par le naturaliste Jules Émile Planchon en 1849 pour y classer deux espèces sud américaines très proche des élodées mais assez différentes pour être considérées comme des espèces d'un « nouveau » genre. Ce genre ne comprend actuellement que trois espèces,. Ces espèces sont natives de zones tempérées à chaudes de l'Amérique du Sud. L'espèce-type est Egeria densa. Elle a été introduite dans la nature en France (au moins avant 1961 dans le département de la Manche,) et est maintenant trouvée dans divers types de zones humides (dont réservoir destiné à produire de l'eau potable (réservoir du barrage de Pen Mur de Muzillac et étangs de pêche) dans le Morbihan). Dans le Sud-Ouest du pays, elle cause la régression d'espèces et communautés natives, de Characeae notamment. Cette plante a été reproduite en France à destination des aquariophiles au moins depuis 1919. Elle est signalée aux Pays-Bas depuis 1944 (alors observée près de Dordrecht et en 1984 dans 25 localités, puis en Belgique depuis 1999,.

## Classification et éléments de description

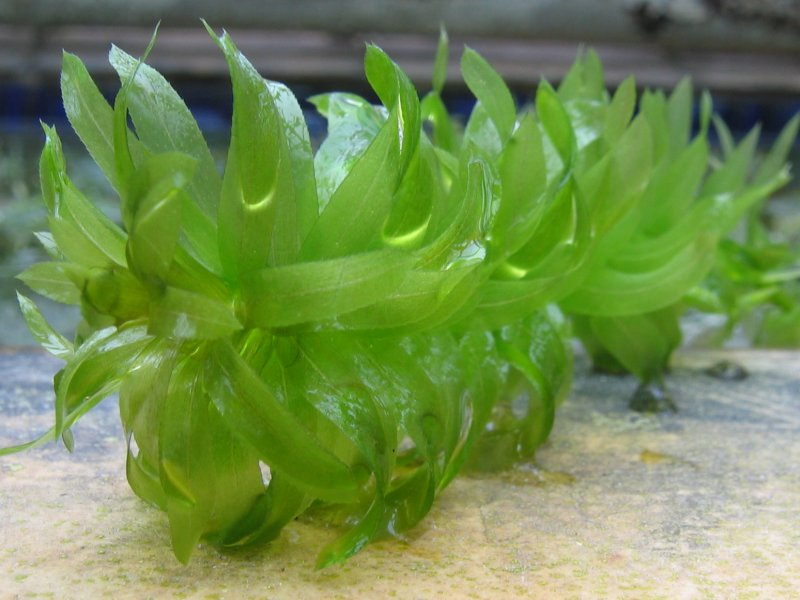
Le genre est caractérisé par au moins 4 feuilles verticillées par segment de tige. ici : Egeria densa
Les feuilles nombreuses et proches les unes des autres donnent un aspect très touffus aux extrémités des tiges

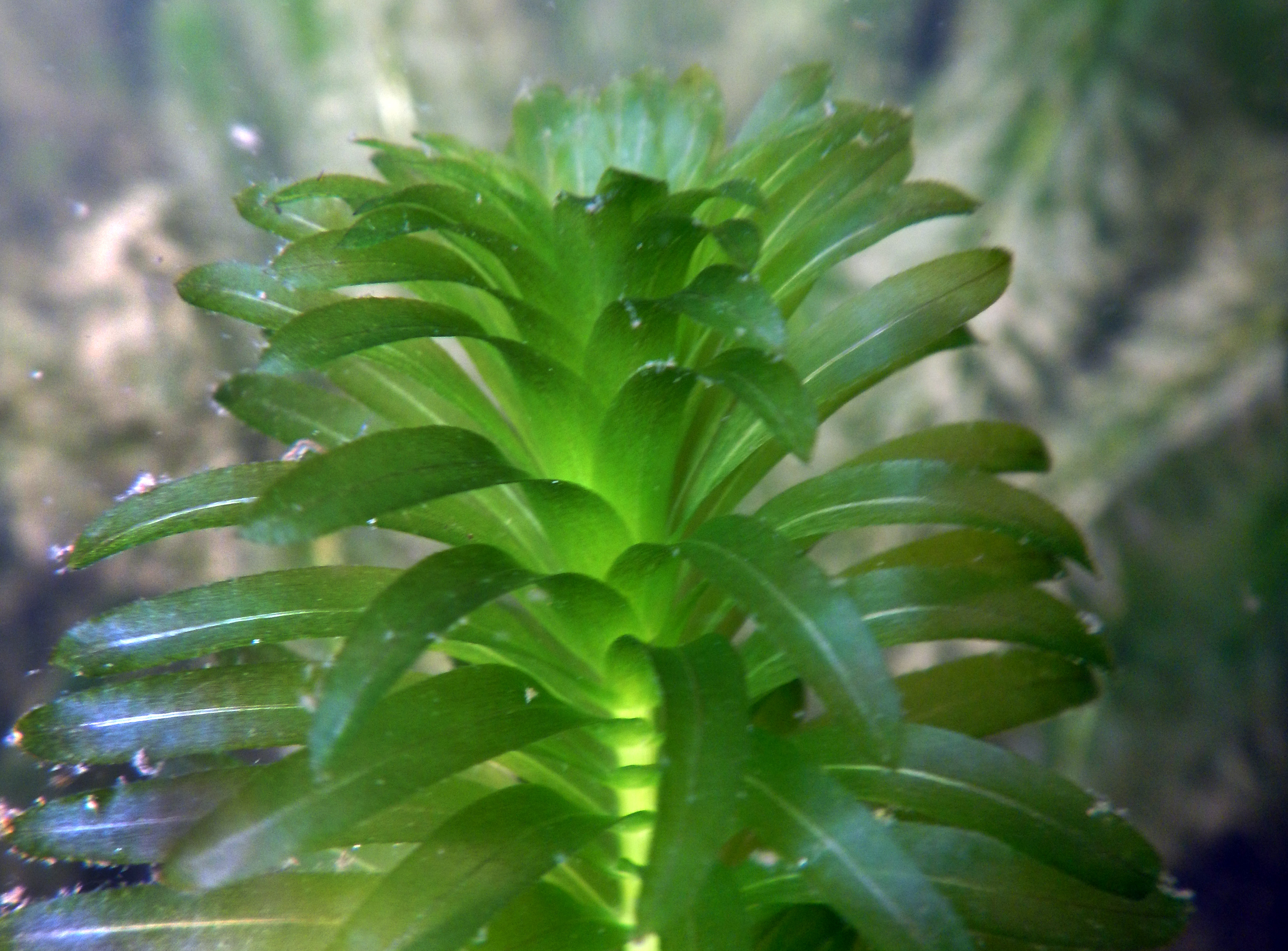
Jeunes feuilles d'Egeria densa, vert pâle, translucides et aux nervures claires.

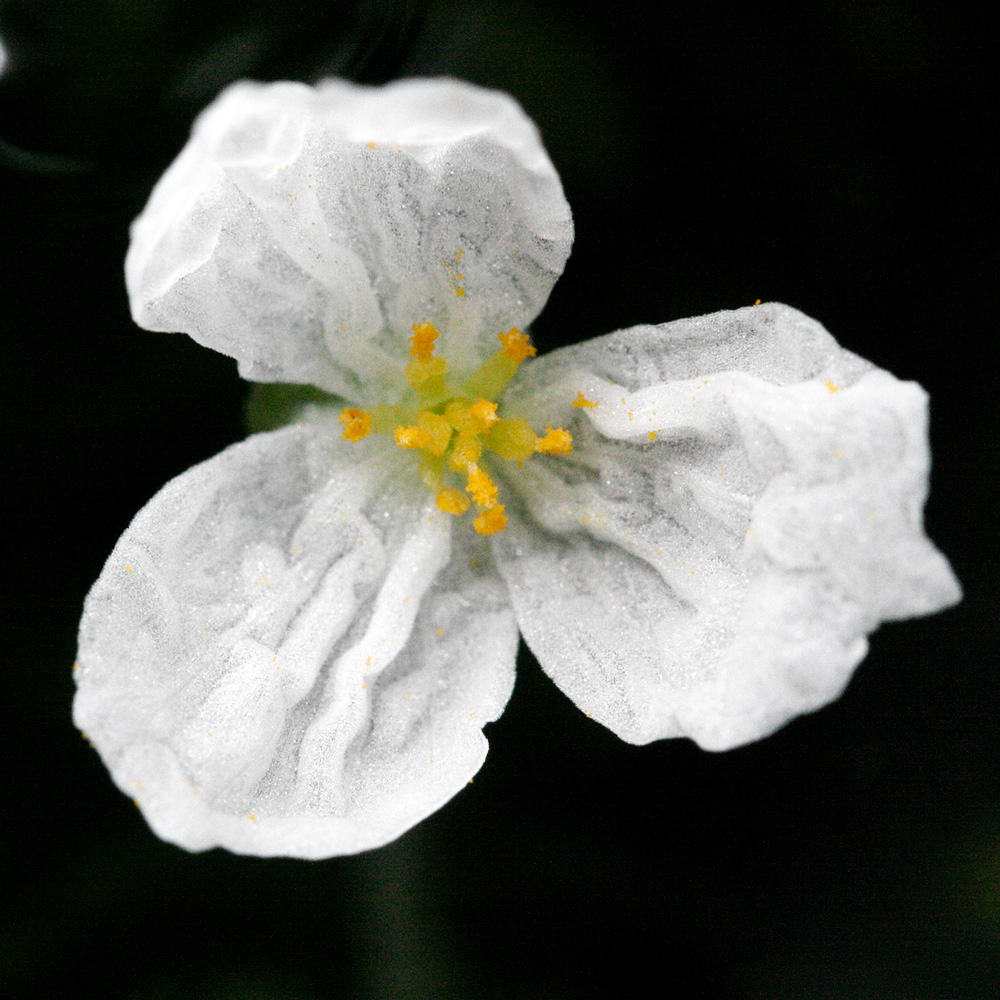
Fleur d'Egeria densa, nettement plus grande et visible que chez les fleurs d'élodées

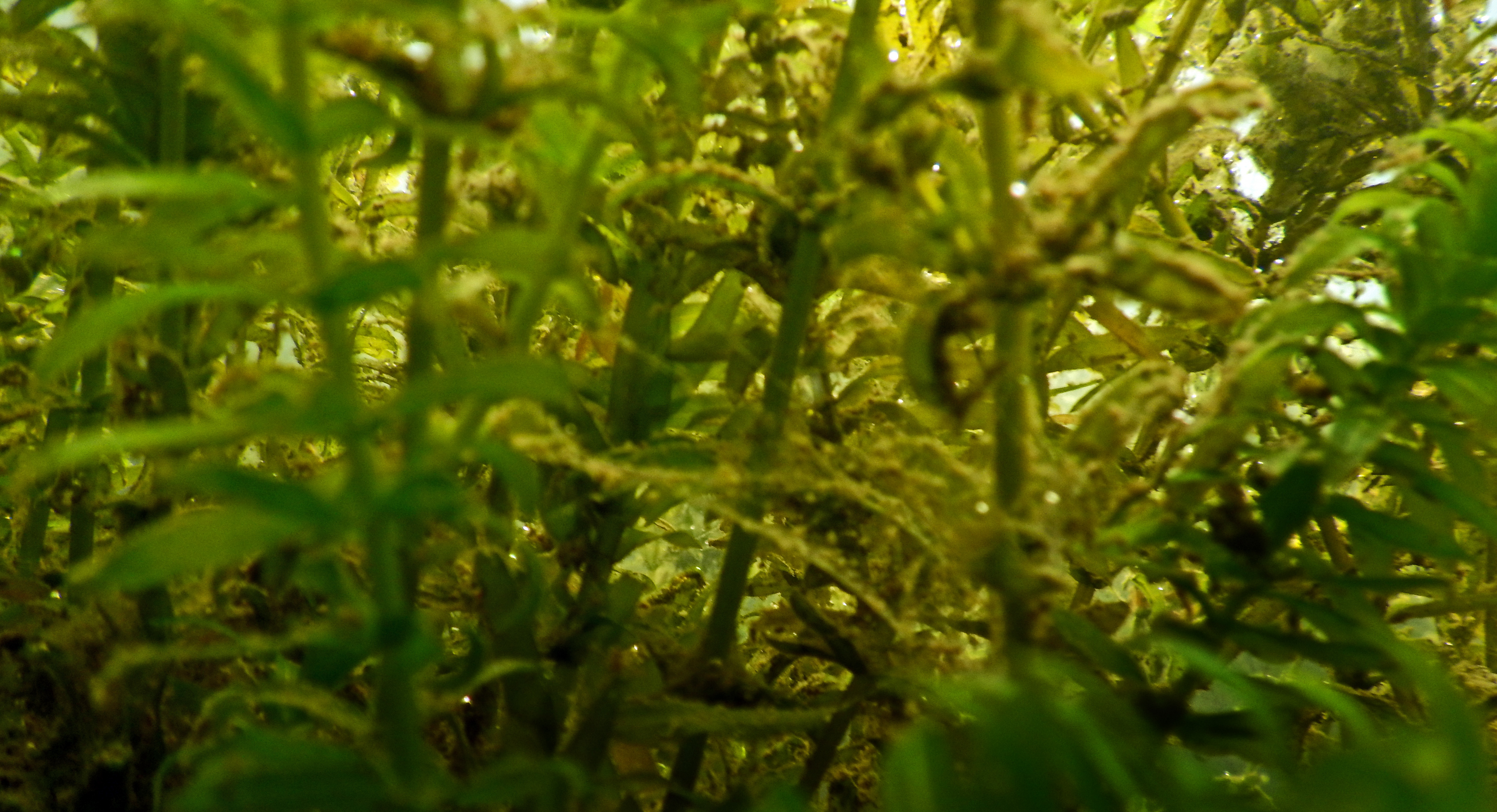
Vue de l'intérieur d'un tapis monoclonal d'Egeria densa, assez dense pour gêner les déplacements des grands poissons (étang de pêche de Saint-Nolf (Morbihan, Bretagne). Peu d'invertébrés y sont visibles

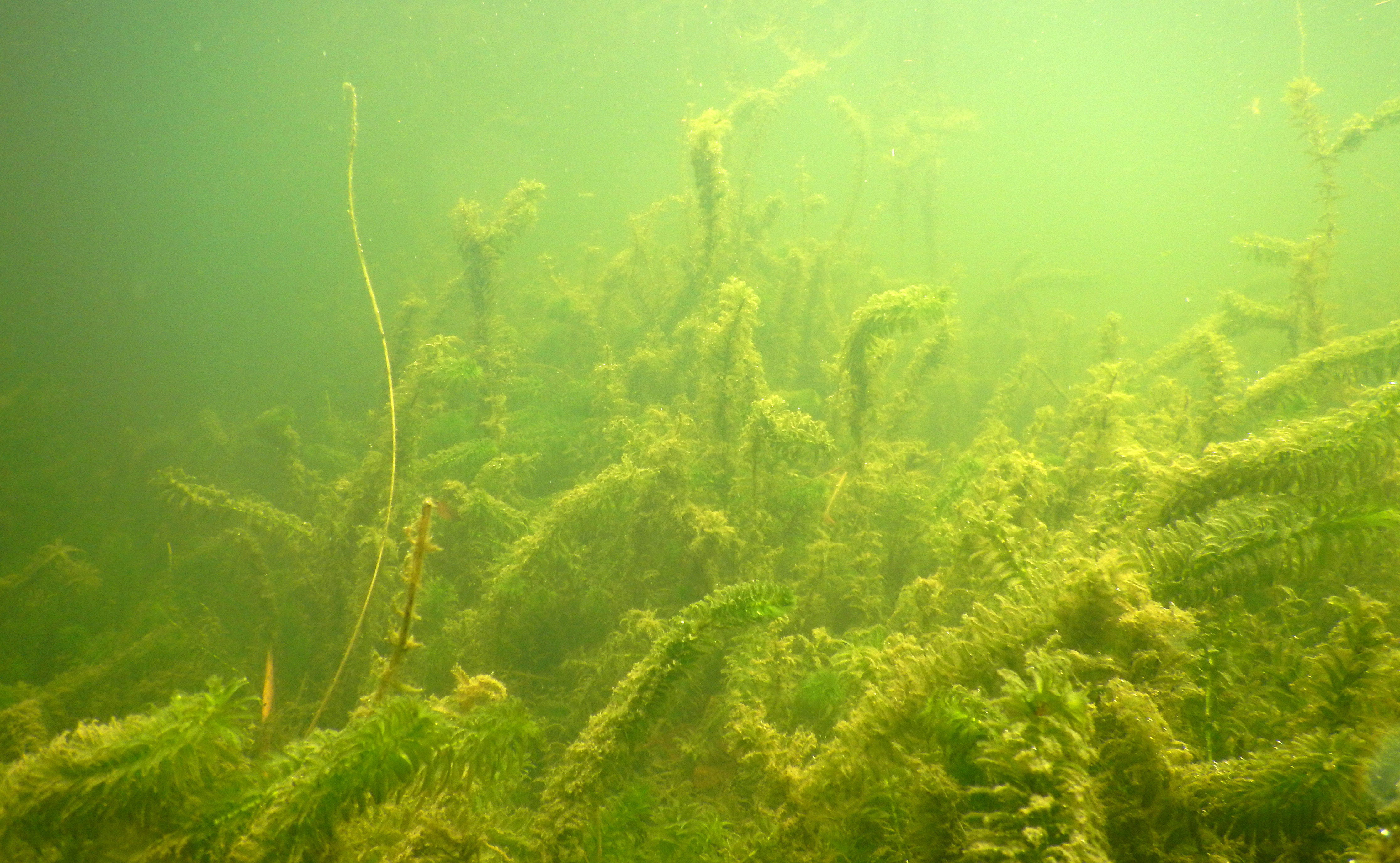
Paysage subaquatique d'un étang colonisé par une Egeria (Saint-Nolf, Morbihan)

Ce genre a autrefois été inclus dans le genre Elodea, mais il en diffère par des feuilles regroupées par quatre (ou plus) alors qu'elles sont toujours groupées par trois chez les élodées.
De plus les Egeria ont des fleurs plus visibles, avec notamment des pétales plus grands,.

## Habitats
Les Egeria  vivent dans de nombreux types de zones humides tempérés et subtropicaux, plutôt dans des eaux lentes, mais parfois aussi dans des eaux stagnantes, y compris désormais hors d'Amérique du Sud dans plusieurs régions où l'espèce a été volontairement ou involontairement introduite par l'Homme. Dans leur milieu d'origine elles forment des herbiers qui semblent être des « aires d'alimentation et de refuge pour les espèces de poissons de petite taille ».

## Biologie
Ces espèces de pleine lumière se montrent très sensibles aux situations de faible disponibilité en carbone inorganique et elles sont alors capables de bien tirer parti du carbone inorganique en utilisant les ions HCO3- comme source de carbone pour la photosynthèse d'autant mieux que le milieu est plutôt alcalin bien que E. najas montre une bonne croissance à la fois à basse et à haute alcalinité de l'eau. Des expériences faites en microcosmes ont montré qu'en présence d'une faible luminosité, le bourgeon apical produit des internoeuds plus longs ce qui facilite la remontée des  plantes vers la surface où la lumière est plus présente. E. densa se montre néanmoins capables de bien exploiter une faible luminosité, ce qui la favorise dans les eaux turbides par rapport à d'autres plantes vivant dans le même milieu.

## Invasivité

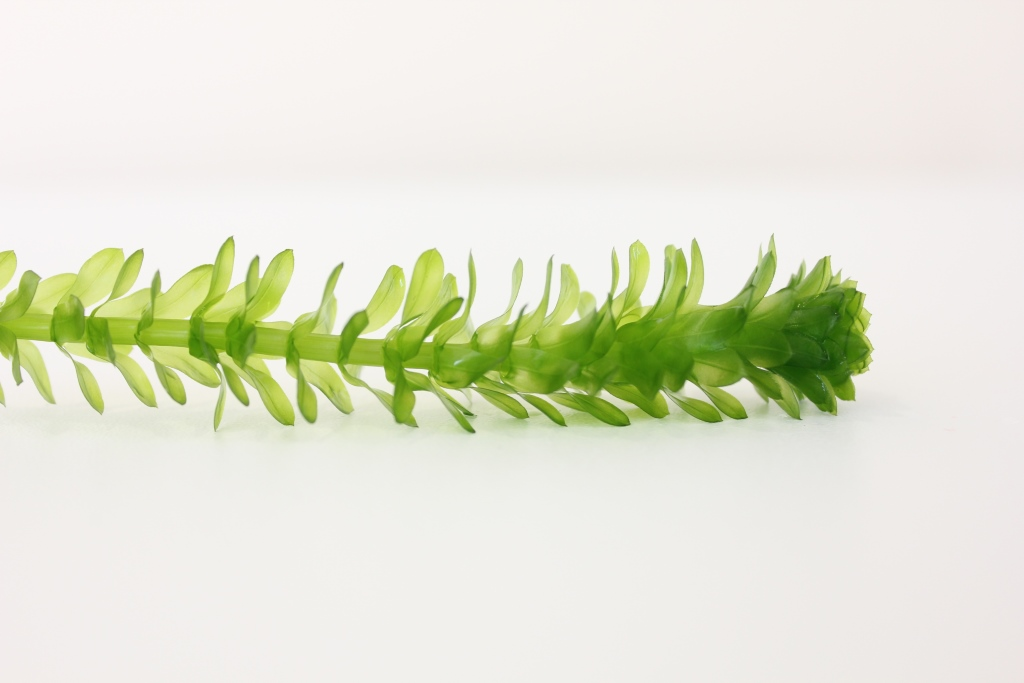
C'est une photo qui présente cette plante, qui vous permettez de l'identifier plus facilement.

Dans de nombreux endroits, en particulier en Europe, ces espèces se montrent très adaptables et ont (comme les élodées) une croissance rapide, faisant qu'elles peuvent se propager rapidement, devenir localement invasives et causer des dommages importants pour les plantes indigènes, la faune locale et la biodiversité des zones humides concernées. 
Une large dispersion est facilitée par leur reproduction végétative, les opérations de désherbage/faucardage, certaines mesures de nettoyage, entretien et gestion de cours d'eau, le transport via les canaux et ballast de péniches ou encore le « transport accidentel  sur  les vêtements,  les  chaussures  ou  sur  le  matériel  de  pêche ».
En Amérique du Sud, dans la zone géographique Brésil-Paraguay) deux égéries (Egeria najas Planch. et Egeria densa Planch.) se montrent volontiers envahissantes dans les réservoirs artificiels aux eaux claires et ensoleillées . Ces deux espèces se montrent toutefois sensibles au manque de lumière (surtout E. densa qui sous la canopée ou à l'ombre régressent ou disparait). Ceci pourrait expliquer la faible présence de ces espèces et la dominance relative de E. najas (moins exigeante en termes d'intensité lumineuse) dans les réservoirs dont les eaux sont presque toujours turbides tels que le réservoir d'Itaipu. La transparence de l'eau est donc un facteur favorisant (et prédictif) pour les pulluations de ces deux espèces si le milieu leur convient par ailleurs en termes de température et dureté/pH). Dans les réservoirs périodiquement exondés et dont le fond est desséché, l'espèce disparait puis réapparait après un certain temps.
Dans un réservoir d'eau potable du Morbihan suivi et faisant l'objet d'un plan de lutte contre E. densa, une étude (1999) a observé que des inondations, suivies d'une formation de glace massive durant l'hiver puis de températures de l'eau élevée au printemps avait conduit provisoirement au moins à une régression d' Egeria densa, mais expliqué par un développement de cyanobactérie (dont certaines espèces sont préjudiciables aux macrophytes et/ou à diverses espèces animales dont l'Homme).
Son extension vers l'Alsace, le nord de la France, les zones d'altitudes ou l'Europe du Nord semble limitée par sa sensibilité au gel hivernal, mais les perspectives de réchauffement climatique laissent envisager une remontée de l'espèce en Altitude et vers le nord .

## Effets des invasions
Les effets observés et signalés concernent une concurrence parfois fatale avec les espèces autochtones, une altération des relations prédateurs-proies, un frein au brassage  des  eaux  stagnantes  par  le  vent, une diminution de l'oxygénation des basses couches de l'eau, l'apparition de nouvelles « zones favorables à la reproduction des moustiques », un réchauffement de l'eau, une augmentation du taux de certains nutriments (azote notamment) dans  l'eau (⇒ eutrophisation).
De ce point de vue, l'espèce peut être considérée comme une espèce ingénieur, mais aux propriétés plutôt négatives là où elle devient invasive

## Moyens de lutte
De nombreux auteurs plaident pour une législation plus adaptée, dont dans le droit européen de l'environnement, qui devrait selon eux assurer « l’interdiction totale d’importer, vendre ou cultiver l’Egeria densa (et d’autres plantes aquatiques potentiellement  envahissantes) » qui serait « le moyen le plus efficace pour lutter contre l’envahissement par cette espèce ».

## Espèces
Ce genre comprend à ce jour trois espèces qui sont :
1. Egeria densa Planch. (Sud et Sud-est du Brésil, N-E de l'Argentine, Paraguay, Uruguay ; présente ou naturalisée localement en Europe, Afrique, Chine, Nouvelle-Zélande, Hawai, mésoamérique, Ouest de l'Inde).
2. Egeria heterostemon S.Koehler & C.P.Bove (Brésil)
3. Egeria najas Planch. (Sud, Est et Sud-Est du Brésil, N-E de l'Argentine, Paraguay, Uruguay), aux feuilles plus étroites et dont les bords sont "en dents de scie"

## Risques de confusion
De manière générale et au premier abord, les élodées peuvent être confondues avec :
- les plantes de la famille Hydrillae (Hydrocharitaceae)[24] ;
- les espèces du genre Elodea (qui ont toujours 3 feuilles opposées par segment de tige alors que les Hydrillae et Elodea en présentent 4 ou plus) ;
- les espèces du genre Lagarosiphon.